# Группа 42
Группа 42 (чеш. Skupina 42) — чехословацкая литературно-художественная группа, сформировавшаяся в 1942 году.

## История
Группа 42 была образована в 1942 году, однако проследить её становление можно с 1938—1939-го годов. Основным направлениями творчества её членов были модернистские течения искусства, такие, как кубизм и конструктивизм, с отдельными элементами сюрреализма и экзистенциализма. Члены этой группы восторженно воспринимали технический прогресс, поэтому их творчество было направлено на отражение жизни современного города и развитие промышленных технологий, а также жизненных обстоятельств простых рабочих и городских тружеников — что являлось прямо противоположным явлением предыдущим тенденциям в художественной жизни, воспевавших идиллию быта сельской местности. Город, согласно представлениям членов Группы 42, является местом, которое, по Мартину Хайдеггеру, и формирует, и деформирует. Для них такие современные явления, как урбанизм и индустриализация являлись не результатом колдовства технологий, как для конструктивистов и футуристов, но тем сейчас и сегодня, что дарило им творческое вдохновение. Другими компонентами их современного художественного ландшафта были то метафизическое влияние, тот мифический «город будущего», олицетворением и строителями которого оказывались реальные люди — персонажи произведений поэтов и художников группы — фабричные рабочие, парикмахеры, торговцы и пр. Эти тенденции сближали членов Группы 42 с писателями и художниками-реалистами.
Группа возникла и работала в тяжёлые годы оккупации Чехословакии гитлеровской Германией, но творчество её членов охватывало не только военную тематику. Группа 42 распалась в 1948 году, однако её влияние на развитие чешской культуры было ощутимо вплоть до 60-х годов XX столетия.

## Члены группы
Теоретиками группы были Йиндржих Халупецкий и Йиржи Коталик. Среди поэтов следует назвать Йиржи Коларжа, Ивана Блатны, Йиржину Хаукову (жену И.Халупецкого), Йозефа Кайнара, а также прозаика Зденека Немечека.
Художники: Франтишек Гудечек, Камиль Лотак, Ян Котик, Ян Сметана, Богумир Матал, а также скульптор Ладислав Зивр и фотограф Мирослав Гак.